# الحزة (الشغادرة)

تعديل مصدري - تعديل

الحزة هي إحدى قرى عزلة قلعة حميد بمديرية الشغادرة التابعة لمحافظة حجة، بلغ تعداد سكانها 463 نسمة حسب تعداد اليمن لعام 2004.